# 秦荣光
秦荣光（1841年—1904年），初名载瞻，字炳如，号月汀，江苏省上海县陈行乡人，秦裕伯后裔。

## 生平
17岁补县学生员，54岁补岁贡，就职训导。其长子秦锡田官至内阁中书、次子秦锡圭任翰林院庶吉士得五品封典。热心从事教育40余年，常教导后生务实践，斥空言。痛科举文字庸滥、俗学无用，又感农家子弟失学寡识，戊戌变法后，陈请县署在陈行、三林设义塾，并移秦公（裕伯）祠经费就祠设塾，又创设6所私塾。
荣光博学能文，殚心书史，重于求实。读书必手自批勘，于梓乡故实尤多记述考证。所著《补（晋书）艺文志》，辑入开明书店《二十五史补编》。又有《补（晋书）学校志》、《补（晋书）水利志》（已佚）、同治《（上海县志）札记》六卷、光绪《南汇县志）札记》一卷，为地方史乘增订纠谬。《上海县竹枝词》四卷、《梓乡杂录》、《梓乡闻见录》等均记述地方掌故，为史志家所重。
清光绪卅年（公元1904年）8月21日病逝，殁后门人私谥“温毅”，铸铜像，立于陈行镇西园。中华民国廿二年（公元1933年）三林小学校（现上海市三林中学）由赵丁筠修女士捐资修建温毅图书馆以为纪念。